# Polyplectropus trilobatus
Polyplectropus trilobatus là một loài Trichoptera trong họ Polycentropodidae. Chúng phân bố ở vùng Tân nhiệt đới.